# ويليام واتسون (طبيب عسكري)
ويليام واتسون (بالإنجليزية: William Watson)‏ هو طبيب عسكري أمريكي، ولد في 1837 في بيدفورد في الولايات المتحدة، وتوفي في 1879.